# 조주영 (2003년)
조주영(趙周榮, *Cho Ju‑young*, 2003년 8월 3일~)은 대한민국의 축구 선수로, **K리그 2** 소속 **김포 FC**에서 골키퍼로 활약 중이다.

## 클럽 경력
- 2025년 1월 17일, 송호대학교에서 **김포 FC**로 입단하며 프로 무대에 데뷔하였다[1][2].
- 대학 시절 주장을 맡을 만큼 리더십이 뛰어난 골키퍼로, 안정적인 빌드업 능력과 193 cm 장신을 활용한 수비력이 강점으로 평가받았다[3].

## 선수 특징
- 193 cm의 신장을 바탕으로 공중 장악과 안정적인 포지셔닝이 장점이다.
- 빌드업 능력이 뛰어나 수비 라인과의 연계 플레이에 기여한다.

## 수상 및 기록
- 2025 시즌 K리그 2 소속 김포 FC 등번호 1번 등록. **출전 기록·클린시트 등 자세한 스탯은 확인 후 업데이트 필요.**